# Icacinales
Icacinales es un orden de plantas Angiospermas.
El orden no existía en el sistema APG III de 2009, y fue agregado más tarde en el sistema APG IV de 2016, incluyendo dos familias, Icacinaceae y Oncothecaceae, las cuales estaban sin ubicación en el APG III.